# Tercera División RFEF 2021-22 (Grupo V)
La temporada 2021-22 del Grupo V de la Tercera División  RFEF de fútbol comenzó el 5 de septiembre de 2021 y finalizará el 1 de mayo de 2022. Posteriormente se disputará la promoción de ascenso entre el 8 y el 15 de mayo en su fase territorial, y el 22 de mayo en su fase nacional. Se trata de la primera edición bajo esta denominación tras la reestructuración de las categorías no profesionales por parte de la RFEF.

## Sistema de competición
Participan diecisiete clubes en un único grupo. Se enfrentan todos contra todos en dos ocasiones -una en campo propio y otra en campo contrario- durante un total de 34 jornadas. El orden de los encuentros se decide por sorteo antes de empezar la competición. La Federación de Fútbol de Cataluña es la responsable de designar las fechas de los partidos y los árbitros de cada encuentro, reservando al equipo local la potestad de fijar el horario exacto de cada encuentro.
Una vez finalizada la competición, el primer clasificado asciende directamente a Segunda División RFEF y se proclama campeón de Tercera RFEF.
Los clasificados entre el segundo y el quinto lugar disputan un Play Off territorial en formato de eliminatorias a partido único en sede neutral. En caso de empate el vencedor de la eliminatoria es el equipo mejor clasificado. El equipo vencedor de este Play Off se clasifica a la Promoción de ascenso a Segunda División RFEF que tiene carácter de final interterritorial.
Los últimos clasificados, por confirmar el número, descienden directamente a Primera Catalana. Hay que tener en cuenta que existe la obligación federativa de conformar la Tercera RFEF para la temporada siguiente, la 2022-2023, en un máximo de 16 equipos; por lo que el número de descensos en esta temporada será proporcional a las necesidades de la Territorial catalana para ajustarse a ese número de equipos.
El sistema de competición y las consecuencias clasificatorias fueron aprobadas por la RFEF.

## Ascensos y descensos
Los equipos que mantuvieron la categoría en la última temporada de Tercera División participan en la primera edición de Tercera División RFEF. Las posiciones de descenso indicadas son las absolutas de grupo, no de subgrupos de permanencia.
| Pos. | Ascendidos a 2.ª División RFEF |
| ---- | ------------------------------ |
| 1.º  | C. E. Europa                   |
| 3.º  | Terrassa F. C.                 |
| 5.º  | Cerdanyola del Vallès F. C.    |

| Pos. | Descendidos de 2.ª División B |
| ---- | ----------------------------- |
| 17.º | U. E. Olot                    |
| 19.º | C. E. L'Hospitalet            |

| Pos.     | Ascendidos de Primera Catalana |
| -------- | ------------------------------ |
| 1.º G-2A | F. C Ascó                      |
| 1.º G-1B | E. E Guineueta C. F            |

| Pos. | Descendidos a Primera Catalana |
| ---- | ------------------------------ |
| 17.º | C. E. Banyoles                 |
| 18.º | Santfeliuenc F. C.             |
| 19.º | U. E. Valls                    |
| 20.º | U. A. Horta                    |
| 21.º | C. F. Igualada                 |
| 22.º | C. F. Montañesa                |

### Cambios de entrenadores
| Equipo | Entrenador (Jornadas) | Fecha de vacante | Tipo de salida | Posición en la tabla | Entrenador entrante | Fecha de nombramiento |
| ------ | --------------------- | ---------------- | -------------- | -------------------- | ------------------- | --------------------- |

## Participantes

### Información sobre los equipos participantes
| Equipo                 | Localidad                | Estadio                                   | Capacidad |
| ---------------------- | ------------------------ | ----------------------------------------- | --------- |
| F. C. Ascó             | Ascó                     | Municipal                                 | 1.000     |
| U. E. Castelldefels    | Castelldefels            | Els Canyars                               | 2.500     |
| U. E. Figueres         | Figueras                 | Municipal de Vilatenim                    | 9.472     |
| Girona F. C. "B"       | Gerona                   | Municipal Torres de Palau                 | 1.000     |
| F. E. Grama            | Santa Coloma de Gramanet | Nou Municipal                             | 5.000     |
| E. C. Granollers       | Granollers               | Municipal de la calle Girona              | 2.500     |
| E. E. Guineueta C. F.  | Barcelona                | La Guineueta                              | 1.000     |
| C. E. L'Hospitalet     | Hospitalet de Llobregat  | Municipal de L'Hospitalet                 | 6.740     |
| C. E. Manresa          | Manresa                  | Nou Congost                               | 3.660     |
| U. E. Olot             | Olot                     | Municipal de Olot                         | 2,500     |
| C. F. Peralada         | Peralada                 | Municipal de Peralada                     | 1.600     |
| C. F. Pobla de Mafumet | Pobla de Mafumet         | Municipal de La Pobla de Mafumet          | 1.700     |
| C. P. San Cristóbal    | Tarrasa                  | Municipal de Ca N'Anglada                 | 1.800     |
| U. E. Sant Andreu      | Barcelona                | Narcís Sala                               | 6.563     |
| U. E. Sants            | Barcelona                | Camp de la Energía                        | 500       |
| F. C. Vilafranca       | Villafranca del Panadés  | Campo municipal de deportes de Vilafranca | 5.000     |
| U. E. Vilassar de Mar  | Vilasar de Mar           | Municipal Xevi Ramón                      | 4.000     |

| Ascó Castelldefels Figueres Girona B Grama Granollers Guineueta L'Hospitalet Manresa Olot Peralada Pobla de Mafumet S. Cristóbal Sant Andreu Sants Vilafranca Vilassar de Mar |

### Equipos por provincia
| N.º | Provincia | Equipos |
| --- | --------- | --- |
| 11  | Barcelona | U. E. Castelldefels, F. E. Grama, E. C. Granollers, C. E. L'Hospitalet, C. E. Manresa, C. P. San Cristóbal, U. E. Sant Andreu, U. E. Sants, F. C. Vilafranca, E. E. Guineueta C. F y U. E. Vilassar de Mar |
| 4   | Gerona    | U. E. Figueres, Girona F. C. "B", U. E. Olot y C. F. Peralada |
| 2   | Tarragona | F. C Ascó y C. F. Pobla de Mafumet |

## Clasificación
| Pos. | Equipo                    | Pts. | PJ | G  | E  | P  | GF | GC | Dif. | Ascenso o descenso                                    |
| ---- | ------------------------- | ---- | -- | -- | -- | -- | -- | -- | ---- | ----------------------------------------------------- |
| 1    | C. E. Manresa (A, C)      | 64   | 32 | 17 | 13 | 2  | 43 | 21 | +22  | Ascenso a Segunda División RFEF y Copa del Rey        |
| 2    | U. E. Olot (A)            | 61   | 32 | 18 | 7  | 7  | 53 | 32 | +21  | Acceso a Promoción de Ascenso a Segunda División RFEF |
| 3    | C. P. San Cristóbal       | 59   | 32 | 16 | 11 | 5  | 43 | 23 | +20  | Acceso a Promoción de Ascenso a Segunda División RFEF |
| 4    | Girona F. C. "B"          | 58   | 32 | 17 | 7  | 8  | 38 | 25 | +13  | Acceso a Promoción de Ascenso a Segunda División RFEF |
| 5    | U. E. Sant Andreu         | 53   | 32 | 16 | 5  | 11 | 47 | 33 | +14  | Acceso a Promoción de Ascenso a Segunda División RFEF |
| 6    | C. E. L'Hospitalet        | 49   | 32 | 14 | 7  | 11 | 43 | 37 | +6   |                                                       |
| 7    | C. F. Pobla de Mafumet    | 44   | 32 | 12 | 8  | 12 | 35 | 26 | +9   |                                                       |
| 8    | U. E. Vilassar de Mar     | 44   | 32 | 11 | 11 | 10 | 29 | 24 | +5   |                                                       |
| 9    | F. E. Grama               | 43   | 32 | 12 | 7  | 13 | 35 | 31 | +4   |                                                       |
| 10   | C. F. Peralada            | 42   | 32 | 10 | 12 | 10 | 39 | 31 | +8   |                                                       |
| 11   | F. C. Vilafranca          | 41   | 32 | 10 | 11 | 11 | 25 | 33 | −8   |                                                       |
| 12   | U. E. Castelldefels       | 40   | 32 | 11 | 7  | 14 | 33 | 39 | −6   |                                                       |
| 13   | U. E. Sants               | 34   | 32 | 9  | 7  | 16 | 32 | 41 | −9   |                                                       |
| 14   | E. C. Granollers (D)      | 34   | 32 | 9  | 7  | 16 | 32 | 48 | −16  | Descenso a Primera Catalana                           |
| 15   | U. E. Figueres (D)        | 32   | 32 | 8  | 8  | 16 | 29 | 37 | −8   | Descenso a Primera Catalana                           |
| 16   | F. C. Ascó (D)            | 25   | 32 | 6  | 7  | 19 | 23 | 60 | −37  | Descenso a Primera Catalana                           |
| 17   | E. E. Guineueta C. F. (D) | 21   | 32 | 4  | 9  | 19 | 23 | 59 | −36  | Descenso a Primera Catalana                           |

Actualizado a los partidos jugados el 1 de mayo de 2022.
 Fuente: Resultados Fútbol

## Resultados
| Local \ Visitante      | ASC | CAS | FIG | GIR | GRM | GRN | GUI | HOS | MAN | OLT | PER | PDM | SCR | SAD | SAT | VFR | VDM |
| ---------------------- | --- | --- | --- | --- | --- | --- | --- | --- | --- | --- | --- | --- | --- | --- | --- | --- | --- |
| F. C. Ascó             | —   | 1–3 | 0–3 | 1–1 | 2–4 | 2–0 | 0–0 | 1–1 | 0–0 | 1–0 | 0–5 | 0–0 | 1–2 | 0–3 | 1–2 | 1–0 | 1–1 |
| U. E. Castelldefels    | 1–2 | —   | 1–0 | 1–3 | 2–1 | 3–0 | 2–2 | 1–1 | 0–1 | 0–1 | 0–2 | 2–0 | 0–0 | 0–3 | 2–0 | 0–2 | 2–1 |
| U. E. Figueres         | 3–0 | 0–0 | —   | 0–1 | 0–0 | 0–2 | 1–2 | 2–3 | 0–1 | 0–1 | 1–4 | 0–0 | 0–0 | 1–2 | 2–0 | 0–0 | 1–1 |
| Girona F. C. "B"       | 2–0 | 1–0 | 0–1 | —   | 1–0 | 1–2 | 1–0 | 2–1 | 2–2 | 0–1 | 1–1 | 1–0 | 0–0 | 2–1 | 0–0 | 0–1 | 2–1 |
| F. E. Grama            | 3–1 | 1–0 | 0–2 | 0–1 | —   | 3–1 | 0–0 | 2–1 | 1–1 | 3–1 | 1–0 | 1–0 | 1–2 | 2–1 | 2–0 | 0–0 | 0–1 |
| E. C. Granollers       | 2–3 | 4–3 | 1–3 | 2–3 | 2–1 | —   | 1–0 | 1–1 | 0–1 | 0–0 | 1–3 | 2–4 | 0–1 | 1–0 | 1–0 | 1–1 | 0–0 |
| E. E. Guineueta C. F.  | 1–0 | 1–2 | 3–1 | 1–4 | 1–0 | 1–3 | —   | 0–1 | 0–3 | 1–4 | 1–1 | 0–4 | 0–1 | 3–3 | 1–2 | 0–1 | 0–0 |
| C. E. L'Hospitalet     | 2–0 | 0–1 | 3–0 | 1–2 | 0–1 | 2–1 | 2–0 | —   | 1–2 | 1–1 | 1–0 | 4–2 | 0–0 | 1–0 | 2–3 | 2–1 | 2–1 |
| C. E. Manresa          | 2–0 | 0–2 | 1–0 | 0–0 | 2–1 | 0–0 | 1–1 | 1–1 | —   | 0–3 | 1–0 | 1–0 | 1–1 | 4–0 | 3–1 | 1–1 | 2–1 |
| U. E. Olot             | 3–0 | 3–1 | 4–3 | 0–0 | 2–0 | 1–1 | 2–1 | 0–1 | 1–1 | —   | 1–2 | 0–4 | 3–1 | 1–0 | 4–2 | 5–1 | 2–1 |
| C. F. Peralada         | 2–1 | 0–0 | 1–2 | 1–2 | 2–1 | 1–0 | 0–0 | 2–0 | 2–3 | 1–1 | —   | 0–0 | 1–1 | 0–1 | 1–1 | 1–1 | 1–2 |
| C. F. Pobla de Mafumet | 0–1 | 3–1 | 1–1 | 1–0 | 1–0 | 2–0 | 4–0 | 2–0 | 0–0 | 1–0 | 1–1 | —   | 1–2 | 1–3 | 1–0 | 0–1 | 1–0 |
| C. P. San Cristóbal    | 5–1 | 3–1 | 1–1 | 2–1 | 0–0 | 2–0 | 6–1 | 1–3 | 1–2 | 3–1 | 0–2 | 1–1 | —   | 2–1 | 2–1 | 1–0 | 0–1 |
| U. E. Sant Andreu      | 3–1 | 2–0 | 2–0 | 2–3 | 1–0 | 1–1 | 3–0 | 3–1 | 1–1 | 0–3 | 2–0 | 2–0 | 0–0 | —   | 2–0 | 0–1 | 1–0 |
| U. E. Sants            | 1–1 | 1–1 | 1–0 | 0–1 | 2–2 | 3–0 | 2–0 | 0–0 | 0–1 | 2–3 | 1–1 | 1–0 | 0–1 | 1–2 | —   | 3–0 | 0–2 |
| F. C. Vilafranca       | 2–0 | 0–1 | 0–1 | 1–0 | 0–3 | 1–0 | 2–2 | 2–3 | 0–4 | 0–0 | 3–1 | 0–0 | 0–0 | 1–0 | 1–2 | —   | 0–0 |
| U. E. Vilassar de Mar  | 3–0 | 0–0 | 1–0 | 1–0 | 1–1 | 1–2 | 2–0 | 2–1 | 0–0 | 0–1 | 0–0 | 1–0 | 0–1 | 2–2 | 1–0 | 1–1 | —   |

### Máximos goleadores
| Pos. | Jugador        | Equipo             | Goles |
| ---- | -------------- | ------------------ | ----- |
| 1.º  | Sergi Arranz   | U. E. Olot         | 19    |
| 2.º  | Germán Fassani | U. E. Sant Andreu  | 14    |
| 3.º  | Javier López   | C. E. Manresa      | 12    |
| 4.º  | Noah Baffoe    | C. E. Manresa      | 11    |
| 5.º  | Canario        | C. E. L'Hospitalet | 11    |

## Play Off de Ascenso a Segunda División RFEF
Equipos clasificados
- 4 equipos

| Pos. | Grupo V             |
| ---- | ------------------- |
| 2.°  | U. E. Olot          |
| 3.°  | C. P. San Cristóbal |
| 4.°  | Girona F. C. "B"    |
| 5.°  | U. E. Sant Andreu   |

|  | Semifinales                         | Semifinales                         |                  |            | Final              | Final              |  |
|  | 7 de mayo de 2022 8 de mayo de 2022 | 7 de mayo de 2022 8 de mayo de 2022 |                  |            | 15 de mayo de 2022 | 15 de mayo de 2022 |  |
|  |                                     |                                     |                  |            |                    |                    |  |
|  |                                     |                                     |                  |            |                    |                    |  |
|  | U. E. Olot                          | 1                                   |                  |            |                    |                    |  |
|  | U. E. Olot                          | 1                                   |                  |            |                    |                    |  |
|  | U. E. Sant Andreu                   | 0                                   |                  |            |                    |                    |  |
|  | U. E. Sant Andreu                   | 0                                   |                  | U. E. Olot | 1                  |                    |  |
|  |                                     |                                     |                  | U. E. Olot | 1                  |                    |  |
|  |                                     |                                     | Girona F. C. "B" | 1          |                    |                    |  |
|  | C. P. San Cristóbal                 | 0                                   | Girona F. C. "B" | 1          |                    |                    |  |
|  | C. P. San Cristóbal                 | 0                                   |                  |            |                    |                    |  |
|  | Girona F. C. "B"                    | 1                                   |                  |            |                    |                    |  |
|  | Girona F. C. "B"                    | 1                                   |                  |            |                    |                    |  |
|  |                                     |                                     |                  |            |                    |                    |  |

## Clasificado a la Copa del Rey
| Bandera de Cataluña | Bandera de Cataluña |
| C. E. Manresa       | U. E. Olot          |
| 1.º Grupo           | 2.º Grupo           |

Nota: Hay posibilidad de que el subcampeón u otro clasificado posterior se clasifique a la Copa del Rey siempre que no sea un equipo filial.